# Roller hockey club Moreuil
Les Outlaws de Moreuil sont un club de roller in line hockey qui évolue en Ligue nationale pour la saison 2023-2024.

## Palmarès
Note : le palmarès des championnats régionaux n'est pas mentionné.

### Hockey Majeur
- Nationale 1 :
  - Finaliste : 2012[2]

- Nationale 3 :
  - Finaliste[3] : 2009, 2010, 2019 (médaille de bronze)
  - Demi-finaliste : 2011, 2018

- Championnat de France Junior :
  - Demi-finaliste : 2008
  - Quart de finaliste : 2007, 2009

### Hockey mineur
- Championnat de France Cadet U18 :
  - Demi-finaliste : 1999, 2008
  - Quart de finaliste : 1997, 1998, 2007

- Championnat de France Minimes U15 :
  - Quart de finaliste : 2007

- Championnat de France Benjamins U13 :
  - Quart de finaliste : 2007

- Championnat de France Poussins U9 :
  - Quart de finaliste : 2011